# Ямайска боа
Ямайската боа (Epicrates subflavus) е вид влечуго от семейство Боидни (Boidae). Тя е неотровна змия, достигаща дължина 2 m. Главата и предната част на тялото е златистожълта, като цветът преминава към черен в задния край на тялото. Видът е ендемичен за Ямайка.